# G1 Climax 2019

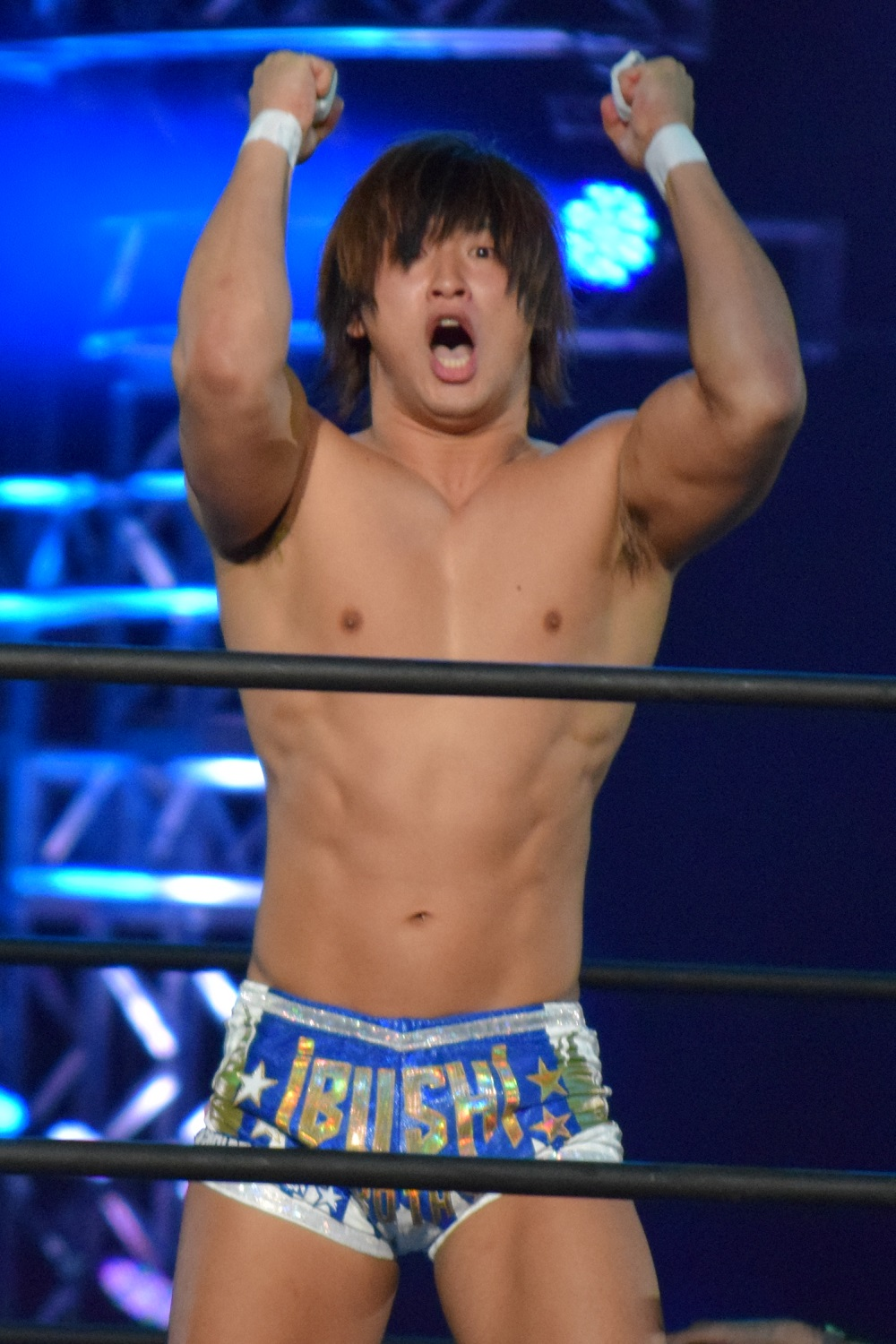
Kota Ibushi

Il G1 Climax 2019 è stata la ventinovesima edizione del G1 Climax, torneo organizzato annualmente dalla federazione di puroresu giapponese della New Japan Pro-Wrestling (NJPW); esso si è svolto tra il 6 luglio e il 12 agosto 2019.
A vincere il torneo è stato Kōta Ibushi, che ha sconfitto Jay White nella finale del Nippon Budokan di Tokyo (Giappone).

## Struttura del torneo

### Fase a gironi
Legenda: P.ti=punti; V=vittorie; N=pareggi; S=sconfitte
| #   | Wrestler          | P.ti | V | N | S |
| --- | ----------------- | ---- | - | - | - |
| 1.  | Kōta Ibushi       | 14   | 7 | 0 | 2 |
| 2.  | Kazuchika Okada   | 14   | 7 | 0 | 2 |
| 3.  | Will Ospreay      | 8    | 4 | 0 | 5 |
| 4.  | Bad Luck Fale     | 8    | 4 | 0 | 5 |
| 5.  | Hiroshi Tanahashi | 8    | 4 | 0 | 5 |
| 6.  | Evil              | 8    | 4 | 0 | 5 |
| 7.  | Zack Sabre Jr.    | 8    | 4 | 0 | 5 |
| 8.  | Seiya Sanada      | 8    | 4 | 0 | 5 |
| 9.  | Kenta             | 8    | 4 | 0 | 5 |
| 10. | Lance Archer      | 6    | 3 | 0 | 6 |

| #   | Wrestler       | P.ti | V | N | S |
| --- | -------------- | ---- | - | - | - |
| 1.  | Jay White      | 12   | 6 | 0 | 3 |
| 2.  | Hirooki Goto   | 10   | 5 | 0 | 4 |
| 3.  | Jon Moxley     | 10   | 5 | 0 | 4 |
| 4.  | Tetsuya Naito  | 10   | 5 | 0 | 4 |
| 5.  | Jeff Cobb      | 8    | 4 | 0 | 5 |
| 6.  | Shingo Takagi  | 8    | 4 | 0 | 5 |
| 7.  | Tomohiro Ishii | 8    | 4 | 0 | 5 |
| 8.  | Taichi         | 8    | 4 | 0 | 5 |
| 9.  | Juice Robinson | 8    | 4 | 0 | 5 |
| 10. | Toru Yano      | 8    | 4 | 0 | 5 |

### Finale
| Tokyo 12 agosto 2019, ore 14:00 CEST | Kōta Ibushi    | Vincitore – Sconfitto referto | Jay White | Nippon Budokan (12 000 spett.)\| Arbitro: \| Red Shoes Unno \| |
| Arbitro:                             | Red Shoes Unno |                               |           |                                                                |